# 大叶细裂槭
大叶细裂槭（学名：Acer stenolobum var. megalophyllum）为槭树科槭属下的一个变种。

## 扩展阅读
- 維基物種上的相關：大叶细裂槭